# Grupoid
|               | Asociativita | Neutrální prvek | Inverzní prvek | Komutativita |
| ------------- | ------------ | --------------- | -------------- | ------------ |
| Abelova grupa | Ano          | Ano             | Ano            | Ano          |
| Grupa         | Ano          | Ano             | Ano            | Ne           |
| Monoid        | Ano          | Ano             | Ne             | Ne           |
| Pologrupa     | Ano          | Ne              | Ne             | Ne           |
| Lupa          | Ne           | Ano             | Ano            | Ne           |
| Kvazigrupa    | Ne           | Ne              | Ano            | Ne           |
| Grupoid       | Ne           | Ne              | Ne             | Ne           |

Schéma vztahů mezi algebraickými strukturami. Výchozí je grupoid (anglicky magma) s jednou uzavřenou operací. Přidáváním dalších podmínek vznikají např. pologrupa (semigroup) a kvazigrupa (quasigroup).

V algebře je grupoid základní algebraická struktura s jednou binární operací. Je to množina A, na které je definována jedna binární operace •. Množina A je vzhledem k operaci • uzavřená, tj. výsledkem operace provedené na libovolných prvcích množiny A je prvek množiny A.

## Definice
Množinu Nelze pochopit (SVG (MathML lze aktivovat pomocí doplňku prohlížeče): Neplatná odpověď („Math extension cannot connect to Restbase.“) od serveru „http://localhost:6011/cs.wikipedia.org/v1/“:): {\displaystyle (\mathbb{M})}
, na které je definována jedna binární operace (·) nazýváme grupoid a značíme Nelze pochopit (SVG (MathML lze aktivovat pomocí doplňku prohlížeče): Neplatná odpověď („Math extension cannot connect to Restbase.“) od serveru „http://localhost:6011/cs.wikipedia.org/v1/“:): {\displaystyle (\mathbb{M};\cdot)}
.

## Příklady
- (N; +) – operace sčítání na množině přirozených čísel.
- (N; ·) – operace násobení na množině přirozených čísel.

## Protipříklady
- (N; −) – operace odčítání na množině přirozených čísel není uzavřená.
- (N; :) – operace dělení na množině přirozených čísel není uzavřená.

## Vlastnosti
- Grupoid (M; ·) se nazývá asociativní, právě když (∀x,y,z ∈ M)(x·y)·z = x·(y·z) – tj. operace na něm definovaná je asociativní. Pokud je grupoid asociativní, nazývá se pologrupa.
- Grupoid (M; ·) se nazývá grupoid s neutrálním prvkem, právě když (∃e ∈ M)(∀x ∈ M) e·x = x·e = x – tj. operace na něm definovaná má neutrální prvek.
  - Jde-li o operaci násobení (tj. multiplikativní symboliku) pak neutrálnímu prvku říkáme jednotkový prvek a značíme: 1. Jde-li o operaci sčítání (tj. aditivní symboliku) pak neutrálnímu prvku říkáme nulový prvek a značíme: 0.
- Grupoid (M; ·) se nazývá grupoid s inverzními prvky, právě když 1 ∈ M ∧ (∀x ∈ M)(∃y ∈ M) x·y = y·x = 1 – tj. obsahuje jednotkový prvek a ke každému prvku také inverzní prvek.
- Grupoid (M; ·) se nazývá komutativní, právě když (∀x,y ∈ M)x·y = y·x – tj. operace na něm definovaná je komutativní.
- Grupoid (M; ·) se nazývá grupoid s krácením zleva, právě když (∀x,y,z ∈ M) (z·x = z·y ⇒ x = y).
- Grupoid (M; ·) se nazývá grupoid s krácením zprava, právě když (∀x,y,z ∈ M) (x·z = y·z ⇒ x = y).
- Grupoid (M; ·) se nazývá grupoid s krácením, právě když (∀x,y,z ∈ M) (z·x = z·y ⇒ x = y) ∧ (x·z = y·z ⇒ x = y).
- Grupoid (M; ·) se nazývá grupoid s dělením, právě když (∀x,y ∈ M)(∃u,v ∈ M) (x·u = y ∧ v·x = y).